# Филберт Баи
Филберт Баи (на английски: Filbert Bayi) е бивш танзанийски лекоатлет, бегач на средни разстояния.
През 1974 г. на Британските игри в Крайстчърч (Нова Зеландия) подобрява световния рекорд в дисциплината 1500 m с резултат 3 min 32.16 s, а през 1975 г. в бягането на 1 миля (1,609344 km). Рекордът му на 1500 m е ратифициран от IAAF за 3:32.2 и все още е най-доброто постижение на Британските игри.
През 1976 Филберт Баи е спрян от участие на летните олимпийски игри в Монреал поради бойкота на африканските държави и с това сблъсъкът между Баи и основния му конкурент Джон Уокър (Нова Зеландия) не се състои. Уокър, в отсъствието на Баи, печели златния олимпийски медал. Малко преди олимпиадата Баи страда от пристъп на малария, поради което не се намира в оптимална форма. На по-късен етап от кариерата му болестта отново става причина за дълги паузи. 4 години по-късно, през 1980 г., печели сребърен олимпийски медал в Москва в дисциплината 3000 m стипълчейз (зад Бронислав Малиновски от Полша).
Филберт Баи е двукратен победител и в Панафриканските игри на 1500 m от 1973 г. в Лагос и 1978 в Алжир.
След отказването си от активна състезателна дейност Баи създава фондация за насърчаване на млади спортни таланти в Танзания, която е базирана в Мкуза, на около 50 km от Дар ес Салаам. Фондацията е създадена от 2003 г. и има образователни цели, за подпомагането на младежите в борбата със СПИН и бедността.